# ブレット・イワン
ブレット・ウィリアム・イワン（英語：Bret William Iwan、1982年9月10日 - ）は、アメリカ合衆国の声優とイラストレーター。
ディズニー映画のミッキーマウスの声を演じている。

## 略歴
イワンは、1996年から2000年までイリノイ州のルロイ高校へ入学しており、2004年にはサラソータ州のリングリング・カレッジ・オブ・アート・アンド・デザインを卒業している。
彼はウェイン・オルウィンの代役としてミッキーを演じていたが、オルウィンが2009年5月18日に62歳で亡くなったため、お互いに会う事はなかった。その後は、ミッキー役をレギュラーで演じている。
イワンは、ディズニー・アニマル・キングダム・テーマパークでミッキーマウスのセリフを初めてアフレコしたほか、2009年のテレビ番組『Disney On Ice: Celebrations』と『Disney Live: Rockin'RoadShow』でも演じた。 彼は、『ディズニー・コメディ・タイム』でミッキーの声を担当し、PlayStation Portableのゲーム『キングダム ハーツ バース バイ スリープ』で、ミッキーマウスとしての演技を初披露した。

## 出演作品

### テレビ番組
| 担当年          | 担当作品                                                                          | 担当キャラクター | 登場回                                    |
| --------------- | --------------------------------------------------------------------------------- | ---------------- | ----------------------------------------- |
| 2009年          | Disney On Ice: Celebrations                                                       | ミッキーマウス   |                                           |
| 2009年          | Disney Live: Rockin' Road Show                                                    | ミッキーマウス   |                                           |
| 2009年 – 2012年 | ディズニー・コメディ・タイム                                                      | ミッキーマウス   | 第60話                                    |
| 2012年 – 2016年 | ミッキーマウス クラブハウス                                                       | ミッキーマウス   | 第26話                                    |
| 2012年 – 2016年 | ミニーのリボンショー                                                              | ミッキーマウス   | 第40話                                    |
| 2013年          | ホイール・オブ・フォーチュン                                                      | ミッキーマウス   | エピソード『Making Disney Memories Week』 |
| 2017年 – 2021年 | ミッキーマウスとロードレーサーズ/ミッキーマウス: ミックスアップ・アドベンチャーズ | ミッキーマウス   | レギュラー                                |
| 2017年          | チップとデールのおかしなはなし                                                    | ミッキーマウス   | 第6話                                     |
| 2018年          | Mickey's 90th Spectacular                                                         | ミッキーマウス   | テレビの特別番組                          |
| 2020年          | Mickey Mornings                                                                   | ミッキーマウス   |                                           |
| 2020年          | CAVE iN                                                                           | 本人             | エピソード『Weldon's Troll Mob』          |

### ビデオゲーム
| 担当年 | ゲームタイトル | 担当キャラクター |
| ------ | --- | ---------------- |
| 2010年 | キングダム ハーツ バース バイ スリープ                                                                               | ミッキーマウス   |
| 2010年 | ディズニー エピックミッキー 〜ミッキーマウスと魔法の筆〜                                                             | ミッキーマウス   |
| 2011年 | キングダム ハーツ コーデッド                                                                                         | ミッキーマウス   |
| 2011年 | Kinect: ディズニーランド・アドベンチャーズ                                                                           | ミッキーマウス   |
| 2012年 | キングダム ハーツ 3D ［ドリーム ドロップ ディスタンス］                                                              | ミッキーマウス   |
| 2012年 | ディズニー エピックミッキー2:二つの力                                                                                | ミッキーマウス   |
| 2012年 | ディズニー エピックミッキー:ミッキーのふしぎな冒険                                                                   | ミッキーマウス   |
| 2013年 | Disney Infinity | ミッキーマウス   |
| 2013年 | Where's My Mickey?                                                                                                   | ミッキーマウス   |
| 2013年 | アイラブミッキーマウス ふしぎのお城大冒険                                                                            | ミッキーマウス   |
| 2013年 | キングダム ハーツ HD 1.5 リミックス (358/2 Daysのカットシーン)                                                       | ミッキーマウス   |
| 2014年 | キングダム ハーツ HD 2.5 リミックス (バース・バイ・スリープとRe:コードのカットシーン)                                | ミッキーマウス   |
| 2015年 | ディズニー インフィニティ3.0                                                                                         | ミッキーマウス   |
| 2016年 | ディズニー マジック・キングダムズ：キミだけのパークをつくろう！                                                      | ミッキーマウス   |
| 2017年 | キングダム ハーツ HD 2.8 ファイナル チャプター プロローグ                                                            | ミッキーマウス   |
| 2017年 | キングダムハーツ HD 1.5 + 2.5 リミックス (358/2 Daysのカットシーン, バース・バイ・スリープとRe:コードのカットシーン) | ミッキーマウス   |
| 2019年 | キングダム ハーツIII                                                                                                 | ミッキーマウス   |
| 2020年 | キングダム ハーツIII リマインド                                                                                      | ミッキーマウス   |
| 2020年 | キングダム ハーツ メロディ オブ メモリー                                                                             | ミッキーマウス   |